# Massacre de Penguerec
2e campagne de France
- Corse
- Limousin
- Ain et Haut-Jura
- Les Glières
- Ascq
- Division Brehmer
- Mont Mouchet
- Opérations SAS en Bretagne
- Bataille de Normandie
- Guéret
- Brigade Jesser
- Cornil
- 1er Tulle
- 2e Tulle
- Argenton-sur-Creuse
- Oradour-sur-Glane
- 1er Ussel
- Saint-Marcel
- Saffré
- Mont Gargan
- Vercors
- Penguerec
- Lioran
- Égletons
- 2e Ussel
- Débarquement de Provence
- Port-Cros
- La Ciotat
- Toulon
- Martigues
- Marseille
- Nice
- Rennes
- Saint-Malo
- Brest
- Paris
- Mont-de-Marsan
- Montélimar
- Maillé
- Écueillé
- La Saulx
- Meximieux
- Nancy
- Colonne Elster
- Dunkerque
- Arracourt
- Saint-Nazaire
- Lorient
- Metz
- Royan et de la pointe de Grave
- Campagne de Lorraine
- Colmar

Front d'Europe de l'Ouest
Front d'Europe de l'Est
Campagnes d'Afrique, du Moyen-Orient et de Méditerranée
Bataille de l'Atlantique
Guerre du Pacifique
Le massacre de Penguerec est un crime de guerre de la Seconde Guerre mondiale. Il a eu lieu le 7 août 1944 à Gouesnou, près de Brest, dans le Finistère en Bretagne.
C’est un cas relativement spécifique dans le pays, par son ampleur (44 victimes), et parce qu'il a été commis par une unité de la Kriegsmarine et non de la Waffen-SS, sans préparation majeure contrairement au massacre d’Oradour-sur-Glane.

## Contexte
Depuis le succès confirmé du débarquement du 6 juin 1944, notamment la percée d'Avranches le 30 juillet 1944, les Alliés progressent dans le nord-ouest de la France. Rennes a été reprise le 4 août 1944 et les troupes avancent pour libérer le reste de la Bretagne. Celle-ci étant une presqu’île et les mers étant sous contrôle allié, les troupes allemandes ne pourront s’échapper. Brest et son port militaire (bâtiments de surface et sous-marins) ont été bombardés mais restent une cible des troupes de Patton, notamment pour le ravitaillement.

### L'arrivée des Américains à Plabennec
Le 6 août 1944 au matin, les Américains sont annoncés à Plabennec, à moins de 10 km de Gouesnou. Les Allemands, constitués d'éléments de la 3e Brigade Marine Antiaérienne, installent des guetteurs dans le point de vue le plus large de la région, sur le clocher de l’église de Gouesnou. Ils confirment la présence des chars américains à Plabennec.

### Le clocher de Gouesnou
Les résistants locaux, rassurés par l’arrivée prochaine des Alliés, décident alors vers midi d’attaquer le clocher. Ils tuent un soldat et en blessent deux mais sont mis en échec par les Allemands qu’ils ne parviennent pas à déloger de l’église. Les Allemands sont très choqués par cette attaque de « terroristes » et décident alors de réagir. 

## Déroulement

### Les débuts
Des renforts allemands appelés par les troupes situées à Gouesnou arrivent et passent par le lieu-dit de Penguerec, sur la route de Brest à Gouesnou. Arrivés à la ferme Phelep, à Penguerec, ils fouillent la ferme à la recherche de partisans et tuent quatre de leurs occupants. Seuls trois enfants parviennent à s'enfuir. Les soldats arrivent ensuite au centre de Gouesnou, où se situe l'église qui est sécurisée. Il est interdit à quiconque de s'approcher ou de mettre la tête à la fenêtre. Sébastien Le Ven (père) sera ainsi tué alors qu'il tentait de voir ce qui se déroulait.  

### La rafle
Les Allemands décident alors de capturer toutes les personnes qu'ils découvrent dans le bourg ainsi que les voyageurs de passage. Ils emmènent ensuite leurs quarante prisonniers, âgés de 16 à 71 ans dont quatre femmes, à Penguerec, à une quinzaine de minutes du centre du bourg, où ils les fusillent tous et mettent le feu aux corps. Il n'y a aucun survivant,.

### Découverte du massacre
La tension est forte jusqu'au soir et le couvre-feu exigé par les Allemands est respecté par tous. Sœur Paul, sœur infirmière, sort pour en savoir plus vers 19 h 30. C'est elle qui découvrira le charnier. Les corps sont difficiles à reconnaître et les victimes seront identifiées grâce à la liste des personnes manquant à Gouesnou. Neuf cadavres resteront non identifiés, il s'agit probablement de personnes en déplacement pour ou depuis Brest.

## Analyse
Le massacre de Penguerec est un crime de guerre puisqu'il s'agit d'un assassinat de populations civiles que ne justifient pas les exigences militaires.
Par ailleurs, la 3e brigade antiaérienne de la Kriegsmarine ne présente pas les quatre critères déterminants pour les unités responsables de massacres de masse en France, tels que définis par Peter Lieb : leurs membres sont imprégnés par l'idéologie nationale-socialiste, elles ont combattu sur le front de l'Est, se perçoivent comme une unité militaire d'élite et ont déjà participé à des opérations de lutte contre les partisans.
Le cas de Penguerec n'est toutefois pas unique ; deux jours auparavant, également en Bretagne, des unités de la Wehrmacht assassinent 25 civils à Saint-Pol-de Léon ; le 29 août, dans le département de la Meuse, des soldats de la 3edivision de Panzergrenadiers fusillent 86 hommes à Couvonges, Robert-Espagne, Beurey-sur-Saux et Magnéville. Comme les massacres commis par la Waffen-SS, notamment à Oradour-sur-Glane et à Tulle, et même si le contexte est différent, la tuerie de Penguerec suit les principes exigés par Hitler et connus comme l'ordonnance Sperrle et les ordres du haut commandement de la Wehrmacht.
Dans une perspective historique couvrant l'ensemble de la Seconde Guerre mondiale, il faut aussi mentionner le massacre de Vinkt, perpétré fin mai 1940 par des hommes de la 225e division d'infanterie, avec quelque 140 victimes, ou le massacre de Kragujevac, commis par des membres de la 717e division d'infanterie fin octobre 1941. Dans ces deux cas, les critères établis par Peter Lieb, portant sur une période plus tardive, ne sont pas rencontrés et le processus de brutalisation de la Wehrmacht décrit par Omer Bartov, n'en est qu'à ses prémices. Chronologiquement plus proche du massacre de Penguerec et dans un contexte assez conforme aux analyses de Lieb et Bartov, on peut également citer le massacre de Kalavryta de décembre 1943.

## Penguerec aujourd'hui
Un monument comportant la liste des victimes connues a été érigé sur le lieu du massacre que, tous les ans, la commune commémore.